# Fászl István
Fászl István (Kőszeg, 1838. február 6. – Sopron, 1900. január 26.) ornitológus. Bencés tanár Kőszegen később Sopronban. A Fertő madárvilágának egyik első jelentős kutatója.

## Életrajz
Atyja nehéz körülmények között élő cipészmester volt, aki tehetséges fiát beíratta a kőszegi gimnáziumba. Mivel a továbbtanulásra nem volt más módja, 1855. szeptember 8-án belépett a bencés rendbe, így lehetősége nyílt a tanári oklevél megszerzésére. Teológiai tanulmányait Pannonhalmán végezte s 1862. augusztus 22-én misés pappá szenteltetett föl. 
Oklevele megszerzése után 1861-től 1867-ig gimnáziumi tanár Kőszegen. 1867-től 1895-ig a soproni főgimnáziumban vegytant, mennyiségtant, rajzot, földrajzot, ásvány-, állat- és növénytant tanított, egyben a vegytani szertár és a természetrajzi szertár őre is volt.
Soproni évei alatt a Fertő madárvilágát kutatta, amelynek egyik első, jelentős kutatójaként tartjuk számon. Begyűjtötte a Sopron és környéke és különösen a Fertő faunájának fajait, iskolai gyűjteményének mintegy ezer madár példányát maga gyűjtötte és preparálta.
Négy éves gyűjtőmunka eredményeként név nélkül közölte Sopron és környéke légyfaunájának alapvetését. A dolgozat az igen precíz lelőhely adatok mellett néhány ökológiai tényezőt is közölt a légyfauna áttekintése során. Gyűjteménye megsemmisült.
Sopron város készülő monográfiája számára állította össze a város környékének virágos növényei listáját. A monográfia azonban nem jelent meg, így munkája kéziratban maradt.
Amikor 1890. január 19-én a magyar ornitológusok Budapesten összegyűltek, hogy a második nemzetközi ornitológiai kongresszus előkészítéséről tanácskozzanak, Fászl is megjelent közöttük. Ez volt talán egyedüli nyilvános szereplése. A még abban az évben végrehajtott szinkron tavaszi madárvonulás megfigyelésben ő Sopron vidékén tevékeny részt vett és megfigyelései Herman Ottó A madárvonulás elemei Magyarországban 1891-ig című munkájában láttak napvilágot. Az ornitológiai központ megalakulása után, amíg csak egészsége engedte, szintén évente figyelte a madárvonulást s jelentései az országos összefoglalóban az Aquila évkönyvben jelentek meg (1894–1898. években).
Madártani munkásságának elismeréséül 1896. március 21-én a vallás- és közoktatásügyi miniszter a Magyar Ornitológiai Központ levelező tagjává nevezte ki.
Ferenc Ferdinánd főherceg soproni tartózkodása alatt többször felkereste Fászlt s megnézte gyűjteményét; sőt 1884-ben a király is meglátogatta és érdeklődéssel hallgatta Fászl magyarázatát és felvilágosításait, melyekkel féltékenyen őrzött kincseit bemutatta.
Madártani munkásságánál nem kisebb érdeme, hogy két európai hírű ornitológust nevelt: Chernel Istvánt és Csörgey Tituszt, akik annak idején tanítványai voltak a soproni gimnáziumban.
1892-ben egy fertői kiránduláson megfázott és tüdőhurutot kapott. Látszólag kigyógyult ugyan bajából, de a betegség csírája visszamaradt benne s tüdősorvadássá fejlődött, mely életerejét lassanként elemésztette. Az utolsó két évben már alig mozdult ki szobájából. 1900. január 26-án déli egy órakor, karosszékében ülve érte a halál. Sopronban, a Szent Mihály temetőben nyugszik.
Halála után a Magyar Ornithológusok Szövetsége emléktáblát avatott Sopronban a bencés gimnázium (ma: Nyugat-Magyarországi Egyetem Roth Gyula Gyakorló Szakközépiskola és Kollégium) falán.

## Művei
- Sopron madarai. A Pannonhalmi Szent-Benedek-Rend Soproni Kath. Főgymnasiumának Értesítője az 1882/83 iskolaévről, 1883:1-31.
- Sopron flórája; sajtó alá rend. Bartha Dénes; Nyugat-magyarországi Egyetem, Sopron, 2011